# 中條比紗也
中条比紗也（日语：／ Nakajō Hikaya，1973年9月12日—2023年10月12日），日本漫画家。出生於大阪府大阪府。血型B型。
1994年《花與夢》23期（白泉社）開始連載第一本作品。代表作为《偷偷爱着你》。

## 作品

### 單行本
- （1995年、花與夢、白泉社、全1冊）
- （1995年、花與夢、單行本未有收錄）
- 純情失憶症（原名）（1995年－1996年、花與夢、全2冊）
- 偷偷爱着你（原名）（1996年－2004年、花與夢、全23冊）
- Sugar Princess 蜜糖公主（原名）（2005年－2006年、花與夢、全2冊）

### FanBook·画集
- 中条比紗也Character Book·偷偷爱着你（2000年、白泉社）
- 中条比紗也画集·偷偷爱着你（2004年、白泉社）

### 游戏人设
- （2008年、NAMCO BANDAI Games）

## 外部連結
- （日語）中条比紗也 官方網站（wild-vanilla）（页面存档备份，存于）
- 中條比紗也的X（前Twitter）